# Dyzman Krasoń
Dyzman Krasoń (ur. 5 stycznia 1933 w Piotrkowie Trybunalskim, zm. 19 listopada 2021) – polski chirurg, działacz społeczny i turystyczny, prezes Towarzystwa Przyjaciół Miasta Radomska w latach 1985-1990.

## Wczesne lata
Rozpoczął naukę w okresie okupacji na tajnych kompletach. Po zakończeniu II wojny światowej ukończył szkołę podstawową a następnie liceum im. Bolesława Chrobrego w Piotrkowie Trybunalskim (1951). Należał do Związku Młodzieży Socjalistycznej.  Jako uczeń uzyskał tytuł przewodnika turystycznego po Piotrkowie Trybunalskim. W 1957 r. ukończył studia na Akademii Medycznej w Łodzi. 

## Praca zawodowa
Po ukończeniu studiów podjął pracę na oddziale chirurgicznym szpitala w Radomsku, gdzie pracował do czasu przejścia na emeryturę (1998), zdobywając kolejne stopnie specjalizacji i pełniąc funkcję ordynatora oddziału. Ponadto pełnił funkcje kierownika Wydziału Metodyczno-Organizacyjnego w tym szpitalu oraz kierownika Pogotowia Ratunkowego w Radomsku.

## Działalność społeczna
Dwukrotnie był radnym Miejskiej Rady Narodowej w Radomsku. W ramach jej struktur należał do Komisji Kulturalno-Oświatowej. Przez 3 kadencje zasiadał w Komisji Kulturalno-Oświatowej Zarządu Okręgu Związków Zawodowych Służby Zdrowia w Łodzi. W latach 1986-1990 należał do PZPR.
Był współtwórcą i członkiem działających w Radomsku organizacji:
- kabaretu "Nietoperz" (1963)
- Towarzystwa Przyjaciół Miasta Radomska (1985, pełnił funkcję prezesa do 1990)

- Koła Numizmatycznego w Radomsku działającego w strukturach Oddziału im. Władysława Terleckiego Polskiego Towarzystwa Numizmatycznego i Archeologicznego (1986)
- oddziału Krajowej Partii Emerytów i Rencistów w Radomsku (1997, pełnił funkcję przewodniczącego oddziału, a także członkiem Rady Naczelnej tej partii).

Przez wiele lat działał w Polskim Towarzystwie Turystyczno-Krajoznawczym. Pełnił funkcję radomszczańskiego oddziału tego towarzystwa, a także wiceprezesa Zarządu Okręgu PTTK w Piotrkowie Trybunalskim i członka Głównego Sądu Koleżeńskiego  PTTK w Warszawie.
W latach 1990-2003 był członkiem  Towarzystwa Wychowanków Gimnazjum i LO im. Bolesława Chrobrego w Piotrkowie Trybunalskim.  

## Nagrody i wyróżnienia (wybór)[1]
- Młodzieżowy Bohater Roku (1967)
- Złota Odznaka Polskiego Towarzystwa Numizmatycznego (1996)
- Złota Odznaka „Za Zasługi dla Oddziału PTN w Radomsku"
- Odznaka Zasłużony Działacz Kultury (1996)
- Srebrny Krzyż Zasługi
- Krzyż Kawalerski Odrodzenia Polski
- Medal Miasta Radomska (2013)
- Odznaka za Wzorową pracę w Służbie Zdrowia
- Złota Odznaka PTTK
- Złota Odznaka Zasłużony Działacz Turystyki